# Martin Altmeyer
Martin Altmeyer (* 9. Mai 1948 in Völklingen (Saar)) ist ein deutscher Psychologe, Autor und Publizist, der insbesondere durch seine Arbeiten zur Modernisierung der Psychoanalyse hervorgetreten ist.

## Leben
Altmeyer entstammt als eines von vier Geschwistern einer protestantischen Pfarrersfamilie. Er studierte zunächst Germanistik und Anglistik, um – nach einem einjährigen Auslandsaufenthalt in den USA – an der Frankfurter Johann Wolfgang Goethe-Universität ein Studium der Psychologie aufzunehmen. Hier engagierte er sich in der Studentenbewegung. 1976 schloss er sein Studium mit dem Diplom ab.
Nach zwei Jahren als wissenschaftlicher Assistent im Bereich pädagogischer Forschung begann er 1979 eine Tätigkeit als klinischer Therapeut und beteiligte sich am Projekt der Psychiatriereform. 1985 erhielt er seine Anerkennung als Fachpsychologe für Klinische Psychologie vom Berufsverband Deutscher Psychologinnen und Psychologen (BDP). In den Folgejahren arbeitet er in leitender Position in den Bereichen Psychologische Dienste bzw. Personalentwicklung und Fortbildung und seit 1994 ist er in eigener Praxis tätig. 1996 erfolgte seine Anerkennung als Supervisor (BDP).
1999 promovierte er bei Stavros Mentzos zum Doktor der Medizin. Im Jahr seiner Promotion setzte zugleich seine publizistische Tätigkeit ein. Altmeyer veröffentlicht zahlreiche Artikel, in denen er sich zu Gegenwartsfragen äußert. Seit 1969 lebt er in Frankfurt am Main. Altmeyer ist verheiratet und Vater zweier Söhne.
Ausgehend von einer kritischen Revision der psychoanalytischen Narzissmustheorie plädiert Altmeyer für eine „Relationale Psychoanalyse“. Er beobachtet einen Paradigmenwechsel innerhalb der Humanwissenschaften, wo mit der Abkehr vom Denken in Subjekt-Objekt Relationen ein Wandel zugunsten grundlegender Intersubjektivität stattfand, und macht auf die Konsequenzen dieses Wandels für die Psychoanalyse aufmerksam.

## Schriften (Auswahl)
- Narzissmus und Objekt. Ein intersubjektives Verständnis der Selbstbezogenheit. Vandenhoeck & Ruprecht, Göttingen 2000, ISBN 3-525-45872-X. (Dissertation)
- Im Spiegel des Anderen. Anwendungen einer relationalen Psychoanalyse. Psychosozial-Verlag, Gießen 2003, ISBN 3-89806-271-6.
- (mit H. Thomä als Hrsg.): Die vernetzte Seele. Die intersubjektive Wende in der Psychoanalyse. Klett-Cotta, Stuttgart 2006, ISBN 3-608-94672-1.
- Auf der Suche nach Resonanz: Wie sich das Seelenleben in der digitalen Moderne verändert. Vandenhoeck & Ruprecht, Göttingen 2016, ISBN 978-3-525-46272-0. Inhaltsverzeichnis und Leseprobe beim Verlag, PDF (389 kB)